# Nachosi
Nachosi su meksičko regionalno jelo koje se sastoji od zagrijanih tortilja čipsa ili totoposa prekrivenih rastopljenim sirom, koji se često poslužuju kao međuobrok ili predjelo. Izvorni nachosi sastojali su se od prženih kukuruznih tortilja čipsa prekrivenih rastopljenim sirom i narezanih jalapeño papričica.